# Четецуя (Харгіта)
Четецуя (рум. Cetățuia) — село у повіті Харгіта в Румунії. Входить до складу комуни Синсіміон.
Село розташоване на відстані 201 км на північ від Бухареста, 15 км на південний схід від М'єркуря-Чука, 68 км на північ від Брашова.

## Населення
За даними перепису населення 2002 року у селі проживали 1005 осіб, з них 1004 особи (99,9%) угорців. Рідною мовою 1004 особи (99,9%) назвали угорську.